# Ed Gray
Edward Gray jr., detto Ed (Riverside, 27 settembre 1975), è un ex cestista statunitense, professionista nella NBA.

## Carriera
È stato selezionato dagli Atlanta Hawks al primo giro del Draft NBA 1997 (22ª scelta assoluta).

## Palmarès
- NCAA AP All-America Third Team (1997)
- Miglior tiratore di liberi CBA (2001)